# Sengoku 3
Sengoku 3 (戦国伝承2001?, Sengoku Denshō 2001) è un videogioco arcade per il Neo Geo di genere picchiaduro a scorrimento, nonché il terzo ed ultimo capitolo dell'omonima saga. Venne sviluppato da Noise Factory e pubblicato dalla SNK nel 2001.

## Trama
Nell'anno 2001, forze demoniache provenienti dal Giappone feudale adoperano numerosi portali inter-dimensionali per raggiungere il futuro e conquistare il mondo. Prima che la distruzione globale si realizzi, quattro valorosi eroi, provenienti anch'essi da quest'epoca remota, si uniscono per sfidare il male sparsosi.

## Modalità di gioco
Sengoku 3 si discosta notevolmente dai suoi predecessori sia nella storia che nella presentazione. Il giocatore può scegliere il personaggio che preferisce per la prima volta, ognuno con i propri punti di forza e di debolezza. Due boss che lo affrontano possono anche essere giocati dopo un certo capitolo del gioco, consentendogli di riselezionare il proprio personaggio se lo desidera.
I controlli sono più orientati a un gioco di combattimento che a un picchiaduro standard. A è per gli attacchi leggeri, B per quelli pesanti, C per i salti e D per gli attacchi a lungo raggio, scelti tra una varietà di proiettili che si trovano durante la sessione. Ogni personaggio ha anche i suoi attacchi speciali unici (eseguiti premendo due volte e uno dei pulsanti di attacco) e una tecnica magica suprema che può spazzare via un intero schermo di nemici in un colpo solo. Schivate e parate sono state eliminate e sostituite da un "attacco fittizio", che infligge danni da esplosione al nemico con un piccolo costo in vite umane. Il gameplay consente anche sequenze di combo più lunghe, alcune delle quali raggiungono i 20-30 colpi, rendendolo uno dei capitoli più complessi della serie.
Le transizioni dimensionali e le trasformazioni dei primi due titoli sono state eliminate. I livelli possono ora essere selezionati e completati a piacimento dal giocatore, culminando nella lotta contro il nemico principale. La barra di energia, se raggiunge lo 0, determina la sconfitta del personaggio, quindi un'altra vita sarà usata per continuare a giocare.

### Personaggi
Sei sono in totale i personaggi: quattro sono disponibili sin da principio, mentre gli altri due saranno resi disponibili dopo essere stati sconfitti in duello e solo durante la seconda metà del gioco.
- Kongoh – Enorme e nerboruto, è il più lento, utilizza un singolare fusto di metallo con cui ammacca i nemici o li afferra, scaraventandoli contro altri avversari. Detiene la conoscenza dei Kanji per attacchi mediante contusione
- Kagetsura – Fratello di Byakky, equilibrato e tendente all'attacco, utilizza una classica katana giapponese per fronteggiare gli oppositori. Detiene la quintessenza dei tuoni con i suoi Kanji magiic.
- Falcon – Spadaccino europeo, armato di sciabola, risulta essere rapido più di Kagetsura ma blandamente più debole. Detiene il potere delle fiamme.
- Kurenai – Armata delle omonime daghe giapponesi da combattimento, è scattante e fugace, ma in scompenso è la più fragile di tutti. Sono gli spiriti delle foreste ad aiutarla quando ha bisogno.
- Byakky – Fratello di Kagetsura, maneggiando la sua girandola acuminata è in grado di infierire anche sui nemici distanti, una volta terminata la sua combo usando l'arma. Ha consacrato l'anima ad un demone, a lui ora fedele e sempre disposto ad aiutarlo.
- Okuni – Prosperosa donna (pone un braccio sotto i seni per reggerli, tanto sono pesanti), sorella di Kurenai, utilizza un tessen molto elastico per lacerare i nemici. È capace di manovrare i fiori di ciliegio, trasfondendo in loro un potere ammorbante.

## Accoglienza
Sengoku 3 ha ricevuto un'accoglienza positiva da parte della critica e dei recensori fin dalla sua uscita. Sia Kyo che Ben della rivista francese HardCore Gamers hanno notato la grafica migliorata rispetto ai suoi predecessori e lo hanno considerato un beat 'em up "eccellente".
Nel 2014, Hobby Consolas lo ha inserito tra i venti migliori giochi per Neo Geo AES. Nel 2023, Time Extension ha incluso il gioco nella sua lista dei 25 "Migliori beat 'em up di tutti i tempi".